# Sinopharm Group
O Sinopharm Group é uma empresa farmacêutica chinesa. As empresas controladoras do Grupo Sinopharm são a Sinopharm Industrial Investment, uma joint venture do China National Pharmaceutical Group, de propriedade estatal, e a Fosun Pharmaceutical, empresa privada.

## A empresa
Em seu website, a Sinopharm reporta que possui 110.000 funcionários e mais de 1100 subsidiárias.
Seis se usas empresas estão listadas na Bolsa de Valores: Sinopharm Group Co., Ltd. (Sinopharm Holding - listada desde 2009 ), China National Medicines Corporation Ltd., China National Accord Medicines Corporation Ltd., Pequim Tiantan Biological Products Co., Ltd., Xangai Shyndec Pharmaceutical Co., Ltd. e China Traditional Chinese Medicine Holdings Co., Ltd.
Em agosto de 2020 foi listada, pela revista Fortune, como a 145ª empresa de uma lista de 500 empresas com as maiores vendas em todo o mundo, apresentando então uma receita de cerca 70,7 bilhões de dólares.

## Serviços e produtos
O Grupo Sinopharm pesquisa, desenvolve, produz, vende e comercializa produtos farmacêuticos e outros produtos de saúde.  
Também gerencia fábricas, laboratórios de pesquisa, plantações voltadas à medicina tracicional chinesa e redes de marketing e vendas que abrangem toda a China. 

### Vacina contra covid-19
Em meados de 2020, a empresa começou a produzir uma vacina contra COVID-19, que foi liberada para uso emergencial inicialmente apenas na China, em dezembro de 2020.
A OMS liberou a vacina em 7 de maio de 2021 para que fosse incorporada à iniciativa COVAX.
Antes, o Paquistão e a Hungria já haviam liberado o uso também.

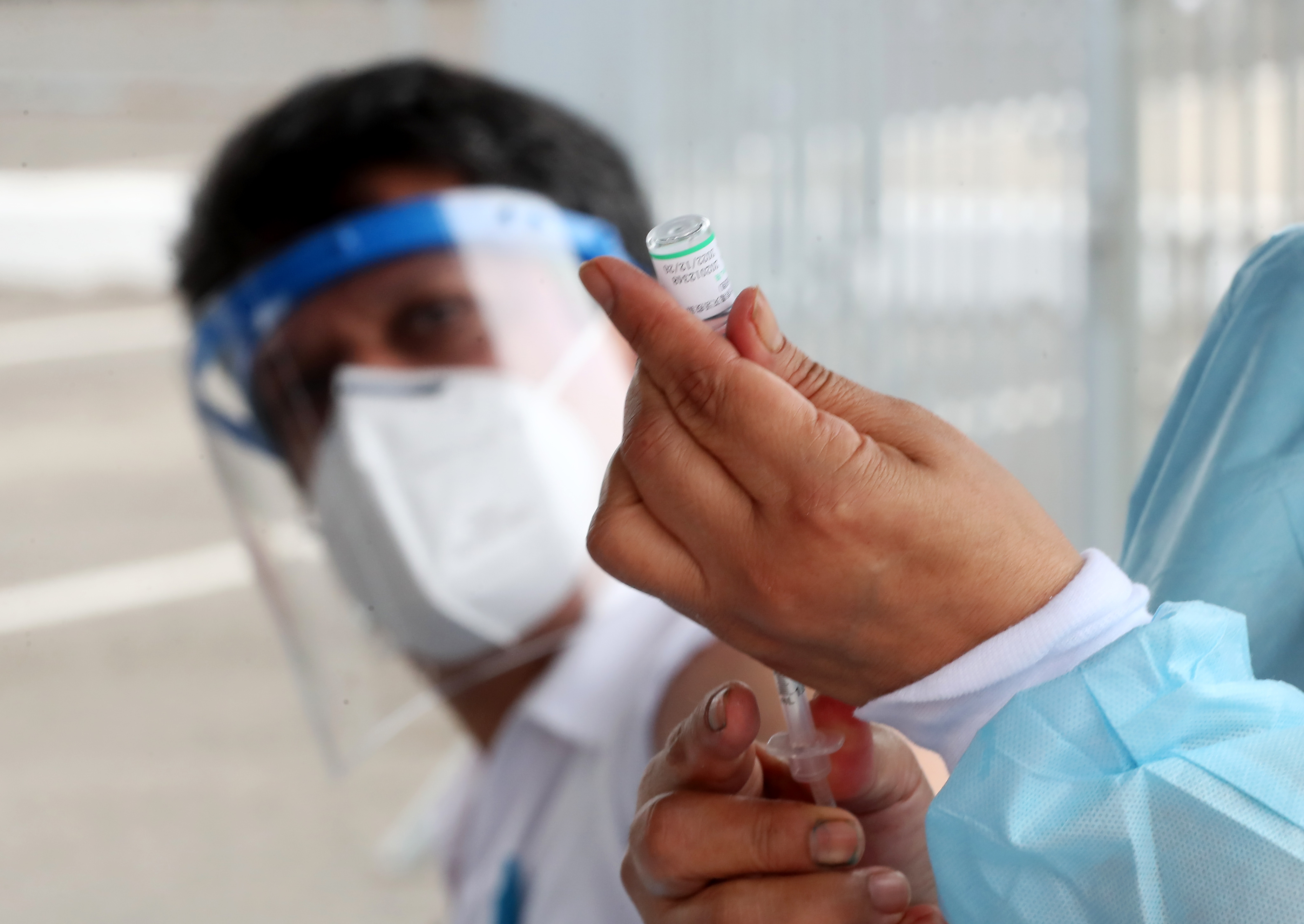
Frasco da vacina contra covid

Em abril de 2021, o ex-presidente peruano Marin Vizcarra anunciou que tinha contraído covid mesmo após tomar a vacina.